# Gœulzin
 Gœulzin  es una población y comuna francesa, en la región de Norte-Paso de Calais, departamento de Norte, en el distrito de Douai y cantón de Arleux.

## Demografía
| 860 | 848 | 891 | 893 | 1080 | 1096 |
| Para los censos de 1962 a 1999 la población legal corresponde a la población sin duplicidades (Fuente: INSEE [Consultar]) |     |     |     |      |      |